# Max Biaggi
Massimiliano (Max) Biaggi (Roma, 26 de junho de 1971) é um piloto italiano de motos. Atualmente reside em Mónaco e é conhecido como The Roman Emperor (O Imperador Romano, em português).

## Carreira

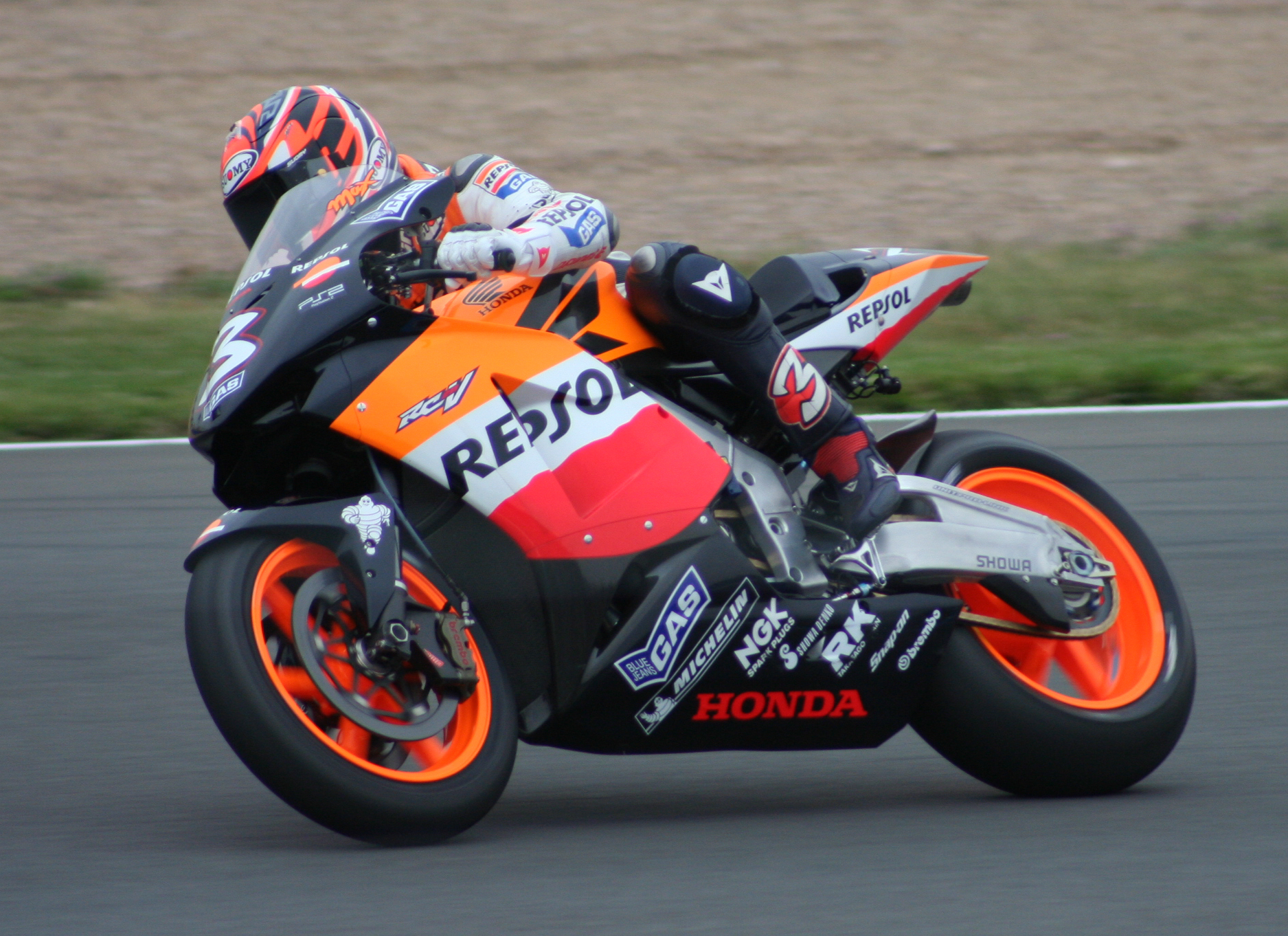
Biaggi na MotoGP em 2005.

### 125cc
Quanto jovem, Max preferia o futebol, começou a carreira competindo na categoria de 125cc em 1989, com 18 anos. Em 1990 ganhou o campeonato italiano de produção. Após o seu sucesso na categoria 125cc, Biaggi foi para as 250cc.

### 250cc
Em 1991 tornou-se campeão europeu em 250cc com a Aprília. No mesmo ano terminou em 27º no campeonato mundial de motociclismo.
Em 1992, Max Biaggi terminou pela primeira vez o campeonato mundial com um Aprília e acabou em 5º lugar na geral. Na mesma época conseguiu a sua primeira vitória, em Kyalami, África do Sul. Na temporada seguinte, Biaggi mudou para a Honda, e terminou em 4º lugar.
Em 1994, regressou à Aprília e dominou o mundial de 250cc. Venceu 3 títulos consecutivos, em 1994, 1995 e 1996. Na época de 1997 voltou para a Honda e também venceu o título, pela 4 vez consecutivamente.

### 500cc
Max Biaggi teve um início impressionante nos 500cc. Em 1998, Max Biaggi foi vice-campeão, atrás do australiano Michael Doohan.

## MotoGP
- Estatísticas
- Primeiro GP GP da Espanha 1999
- Último GP GP de Valencia de 2006
- Primeira Vitória GP da Málasia de 2000
- Última Vitória GP da França de 2006
- Equipes Alice Team SuzukiGP Camel Team  Repsol Honda e Ducati